# Reserva índia Alexis Elk River 233
La Reserva índia Alexis Elk River 233 és una reserva índia a Alberta. És una de les quatre reserves sota govern de la Primera Nació Alexis Nakota Sioux.